# ويتيسيم
ويتيشيم (بالفرنسية: Wittisheim)‏ هي بلدية تقع في إقليم الراين الأسفل من منطقة ألزاس في شمال شرق فرنسا. تبلغ مساحة هذه المدينة 11.47 (كم²)، وترتفع عن سطح البحر 166 م، يبلغ عدد سكانها 2038 نسمة حسب إحصاء المعهد الوطني للإحصاء والدراسات الاقتصادية سنة 2009 م. وترأس André Kretz البلدية خلال فترة (2008 - 2014).

## أعلام
- باول فرانتز

## وصلات خارجية
- صفحة البلدية على موقع المعهد الوطني للإحصاء والدراسات الاقتصادية (بالفرنسية)